# Пањ
Пањ је део дрвета који остаје у земљи након што се стабло посече или осуши. На њима се могу видети годови на основу којих се може утврдити старост дрвета. Наука која се бави том проблематиком се зове дендрохронологија.
Из пања се понекад може развити и израсти ново стабло.
Што је дрво старије, теже је извадити пањ из земље када се исто исече. Том приликом је потребна помоћ ручних алата (ашов, мотика) или багера.